# Charles Massembé
Charles Massembé, né le 22 novembre 1953, est un ancien arbitre ougandais de football.

## Carrière
Il a officié dans des compétitions majeures : 
- CAN 1994 (3 matchs)
- Coupe du monde de football des moins de 20 ans 1995 (1 match)
- Coupe d'Asie des nations de football 1996 (1 match)
- CAN 1996 (4 matchs dont la finale)
- CAN 1998 (2 matchs)